# Omkareshwar
Omkareshwar es uno de los doce jyotirlingas, lugares sagrados principales dedicados a Shiva. Se trata de un templo situado en una isla llamada Mandhata o Shivapuri, en el río Narmada, en el distrito de Khandwa, en el estado de Madya Pradesh, en la India.
La forma de la isla tiene cierto parecido al símbolo hindú Om. Hay dos templos en ella, el de Omkareshwar y el de Amareshwar, cuyo nombre significa "señor inmortal" o "señor de los inmortales". 